# قائمة سفراء دولة فلسطين لدى إندونيسيا
هذه قائمة بسفراء دولة فلسطين لدى جمهورية إندونيسيا

## قائمة السفراء
| رئيس البعثة الدبلوماسية | تاريخ الاعتماد الدبلوماسي | تاريخ الانتهاء | رئيس دولة فلسطين      | رئيس إندونيسيا | ملاحظات                                          |
| ----------------------- | ------------------------- | -------------- | --------------------- | -------------- | ------------------------------------------------ |
| ربحي عوض (Q106777196)   | غ/م                       | 2005           | ياسر عرفات محمود عباس |                | كان ممثلًا لمنظمة التحرير الفلسطينية لدى الإمارات |
| فريز مهداوي             | 2006                      | 2016           | محمود عباس            |                |                                                  |
| زهير الشن               | 17 يناير 2018             | حتى الآن       | محمود عباس            |                |                                                  |